# Vocabulaire du surf
Cet article présente une liste du vocabulaire technique anglais utilisé en surf.
- Haut – A
- B
- C
- D
- E
- F
- G
- H
- I
- J
- K
- L
- M
- N
- O
- P
- Q
- R
- S
- T
- U
- V
- W
- X
- Y
- Z

## A
- Aerial (aussi francisé en aérial) : figure consistant à décoller au-dessus de la vague, « décollage au-dessus de la vague ». Voir Air.
- Air : synonyme de aerial

## B
- Back side : position dos à la vague, par opposition à front side.
- Barrel : littéralement « baril », « tonneau » ; vague tubulaire dans laquelle le surfeur peut entrer et évoluer, « vague tubulaire », « tube ». Syn. Tube.
- Barrel roll : vrille exécutée à l'intérieur d'une vague tubulaire où à la sortie de celle-ci.
- Beach break : vagues déferlant sur un fond sablonneux, « brisants de sable ».
- Big wave rider : surfeur évoluant sur des vagues déferlantes de plus de 7 m de haut.
- Board : troncation de surf board / surfboard : planche
- Body board / bodyboard : 1/ planche de surf de 1,30 m sur laquelle on s’allonge à plat ventre, palmes aux pieds, « planche pour débutants », « biscotte » (fam.) ; 2/ (l'activité) (en anglais, bodyboarding).
- Bodysurf : pseudo anglais, sport qui consiste à nager dans les vagues, en glissant sur la poitrine ou le dos sans l'aide d'une planche (anglais : body surfing).
- Bottom turn : virage en bas de vague qui fait généralement suite au take off (« décollage »).

## C
- Championship Tour : circuit d'élite du championnat du monde, regroupant les 34 meilleurs surfeurs mondiaux.
- Check : vérification, point vagues
- Close out : instant où la vague se referme sur toute sa longueur.
- Cut back : virage intérieur qui permet de revenir au contact de l'écume et de repartir dans le sens du déferlement de la vague.

## D
- Droite : vague déferlant vers la droite du point de vue du surfeur, c'est-à-dire vers la gauche vu de la plage.
- Duck dive : action de passer sous la vague qui arrive de face afin de rejoindre l'outside.

## F
- Fish : planche courte et large pour le surf de petites vagues.
- Floater : figure qui consiste à glisser sur la lèvre de la vague au moment où celle-ci se met à déferler.
- Fly out : sortie aérienne de la vague.

## G
- Gauche : vague déferlant vers la gauche du point de vue du surfeur, c'est-à-dire vers la droite vu de la plage.
- Glassy : conditions idéales où la mer et les vagues sont lisses.
- Goofy : position avec le pied droit à l'avant de la planche, par opposition à regular ou natural.
- Gun : longue planche spécifique pour le surf de très grosses vagues.

## H
- Hang ten: avoir les dix doigts de pied sur l'extrémité avant d'un longboard.

## I
- In and out : sortie rapide de vague immédiatement après le take off (« décollage »).
- Inside : zone d'impact de la vague située le plus près de la plage (par opposition à outside : zone d'impact de la vague située au large).

## K
- Kick out : sortie de vague par la crête.

## L
- Lay back : figure qui consiste à s'allonger sur le dos lors d'un cut back et à se relever.
- Leash : cordon qui se fixe à la cheville afin d'attacher la planche au surfeur.
- Line up : zone d'attente des vagues.
- Lip : lèvre de la vague.
- Longboard : planche de surf de grande taille (plus stable), par opposition à shortboard (plus maniable).

## M
- Main event : compétition principale par opposition aux trials.

## N
- Nose : nez (de la planche).
- Nose riding : figure qui consiste à se maintenir en équilibre sur le nez d'un longboard.

## O
- Onshore : vent du large qui tend à aplatir la vague.
- Offshore : vent de terre qui tend à creuser et relever la vague.
- Off the lip : figure sur la lèvre de la vague.
- Outside : zone d'impact de la vague située au large (par opposition à inside, zone d'impact de la vague située le plus près de la plage).

## P
- Pipe Master : vainqueur du Pipe Masters, considéré comme la plus prestigieuse compétition de surf organisée à Banzai Pipeline (Hawaï) en clôture du championnat du monde.
- Pads : antidérapant
- Point break : spot de fond rocheux ou sablonneux où les vagues cassent toujours au même point.

## Q
- Qualifying Series : circuit d'accès à l'élite, le Championship Tour.

## R
- Reef break : vagues déferlant sur fond rocheux ou corallien, « brisants de récif ».
- Regular ou Natural : position avec le pied gauche à l'avant de la planche, par opposition à goofy.
- Roller : figure qui consiste à parcourir la vague de bas en haut, « rouleau ».

## S
- Saccade : groupe de plus grosses vagues qui arrivent à une fréquence rapprochée.
- Shape : forme donnée au pain de mousse lors de la fabrication d'une planche.
- Shore break : plage où les vagues déferlent près du rivage.
- Shortboard : planche de surf classique, par opposition à longboard

Shorty : Combinaison néoprène coupée au niveau des genoux et des bras.
- Snap : cut back avec dérapage à l'arrière de la planche.
- Spot : plage ou lieu qui offrent des conditions propices au surf, « coin à vagues ».
- Swell : houle.

## T
- Tail : partie arrière de la planche, « queue ».
- Take off : entrée dans la vague et passage de la position allongée à la position debout, « décollage ».
- Thruster : planche de surf à trois dérives.
- Tow-in : surf tracté par motomarine pour le surf de grosses vagues.
- Trials : tournoi de qualification. Les participants des trials sont généralement des surfeurs locaux et le ou les qualifiés bénéficient du statut de wild card pour la compétition principale (main event).
- Tube : figure qui consiste à se retrouver dans le barrel, c'est-à-dire à être recouvert par la lèvre de la vague.
- Twin fin : planche de surf à deux dérives.

## W
- Wax : paraffine à étaler sur la planche pour ne pas glisser, « cire ».
- Wetsuit : combinaison en néoprène pour le surf en eau froide.
- Wild card : invitation à participer à une compétition attribuée par l'organisation.
- Wipe out : chute.
- World Surf League : entreprise organisatrice des principales compétitions internationales de surf.